# Auta
Auta je americký animovaný film studia Pixar z roku 2006. Odehrává se v prostředí automobilových závodů a významné americké silnice Route 66. Pohádka má ve svém ději ukrytý výchovný podtext. Ve filmu nejsou žádní lidé nebo zvířata, jen stroje. Například hmyz je znázorněn VW Broukem.

## Děj
Film začíná pohledem na poslední závod sezony Zlatého Pístu, ve kterém o titul soupeří tři závodníci – legendární mnohonásobný šampion King z týmu Dinoco, jeho věčný pronásledovatel Chick Hicks z týmu HTB a nováček Blesk McQuuen za Nerezku, který by se mohl stát prvním závodníkem v historii, který triumfuje ve své premiérové sezoně. Ačkoliv je Blesk extrémně talentovaný závodník, je také nafoukaný a domýšlivý, nesnáší rezavějící auta, která jsou sponzory jeho týmu, a ke svému týmu mechaniků se chová povýšeně. V závodě odmítne výměnu pneumatik, a ačkoliv mu to nakonec vynese obrovský náskok, v posledním kole mu přetížená pneumatika praskne. King i Chick Hicks ho dojedou a opakované záběry prokáží, že všichni tři projeli cílem ve stejnou chvíli, i když Bleskovi se to povedlo jen díky vyplazenému jazyku. Po závodě při rozhovoru své mechaniky tak vytočí, že dají výpověď.
Protože všichni tři závodníci měli díky remíze stejný počet bodů, je rozhodnuto, že o držiteli Zlatého Pístu rozhodne speciální závod na dvě stě kol, který se pojede za týden v Kalifornii. Blesk tam chce dorazit jako první, protože chce zahájit námluvy s Dinoco, které bude po Kingovi, který končí kariéru, hledat nového jezdce. Svého tahače, Macka, tak přesvědčí, aby pokračovali do Kalifornie přes noc, ačkoliv ho Mack žádá o odpočinek. Na dálnici Macka dojede čtveřice pirátů silnic, kteří si z něj vystřelí a uspí jej hudbou. Mack najede na krajnici, figurka, která uvnitř spadne, otevře přívěs a spící Blesk vypadne ven. Brzy se vzbudí a když si uvědomí, že je na dálnici, snaží se Macka dojet, ale sjede z cesty za špatným kamionem a dostane se na silnici číslo 66. Nakonec projede velikou rychlostí zapomenutým městečkem Kardanová Lhota, kde ho začne pronásledovat místní šerif. Blesk zpanikaří a nechtěně zničí celou silnici, která prochází městem. Nakonec se zaplete do telefonních drátů a je zatčen.
Druhý den dovedou Bleska před soud, kterému předsedá starosta města, doktor Hudson Hornet. Jakmile Bleska uvidí, chce ho z města vyhodit, ale advokátka Sally ho přesvědčí, aby Bleska nechal opravit zničenou silnici, jinak to zapomenuté město ještě více poškodí. Blesk se pokusí utéct, ale neujede ani kilometr, když zjistí, že mu přes noc vypustili nádrž. Musí tedy silnici opravit. Udělá to však ledabyle, a tak ho rozzlobený doktor Hudson vyzve k závodu na jedno kolo na nedalekém přírodním okruhu. Pokud vyhraje, může odjet a silnici opraví on. Blesk přijme, v závodě jednoznačně vede, ale protože se jede na šotolině a ne na asfaltu, vyletí z trati a skončí v kaktusovém porostu. „Položený“ asfalt tedy musí podle dohody seškrabat a začít znovu.
Jak Blesk pokračuje s opravami silnice, sbližuje se postupně nejen se Sally, ale zejména s rezavým tahačem Burákem, jehož největší zálibou je plašení traktorů a prchání před divokým kombajnem, k čemuž jednou přizve i Bleska. Ten si uvědomuje, že mu na autech v opuštěném městě vlastně začíná záležet. Jediný, kdo ho stále nemůže vystát, je doktor Hudson. Když ho Blesk po pár dnech sleduje do jeho pracovny, zjistí, že je ve skutečnosti trojnásobným vítězem Zlatého Pístu a schopnosti prvotřídního závodníka pořád má. Doktor mu vypráví, že se závoděním skončil po drsné nehodě v Indianapolis, která mu ukončila sezonu. Když se chtěl vrátit, už nedostal šanci, protože místo něj vzali „prvního zelenáče, co jel kolem“, a proto nafoukané závodníky, jako je Blesk, nenávidí. Blesk si uvědomí, že se choval stejně jako všichni ti, o kterých doktor mluvil.
Nakonec si Blesk se Sally vyjede ke starému motelu v horách, kde se dozví její životní příběh a také to, že kolem kdysi živého města postavili obchvat, aby auta ušetřila deset minut cesty. Když Blesk dokončí opravu silnice, může odjet do Kalifornie, ale rozhodne se zůstat, u svých nových přátel si nakoupí různé zboží a nové gumy – je jejich prvním zákazníkem po několika letech – a opraví nefungující světla u všech obchodů podél nové silnice, takže Kardanová Lhota vypadá opět jako dřív. Oslavy však přeruší nečekaný příjezd stovek novinářů a Macka. Doktor Hudson jim dal zprávu, kde Bleska najdou, a ten tak odjíždí do Kalifornie na závod. Všichni kromě doktora Hudsona jsou tím zdrcení, protože si Bleska poté, co změnil své způsoby, oblíbili, především Sally, která se do něj zamilovala.
V závodě v Kalifornii má Blesk od začátku problémy, protože se nemůže zbavit vzpomínek na Kardanovou Lhotu, jede nepřesně a kupí chyby jednu za druhou, navíc nemá žádný tým. Uprostřed závodu, kdy už ztrácí celé kolo, ho však překvapí příjezd jeho nových přátel v čele s doktorem Hudsonem, kteří vytvoří jeho nový tým. Blesk se rychle vrátí zpět do závodu a dojede ztracené kolo, ale Chick, který je víceméně odrazem Bleska předtím, než se změnil, do něj narazí, když ho chce předjet. Blesk musí pro nové pneumatiky a přitom musí stihnout předjet safety-car, jinak by deset kol před koncem opět ztrácel celé kolo. V tu chvíli se ukáže Guido, který sám vymění Bleskovi všechny gumy za několik vteřin, čímž ohromí všechny na stadionu. Blesk se tak dostane před safety-car a do posledního kola najíždějí všichni tři pohromadě. Blesk se dvě zatáčky před cílem dostane do vedení a jede si pro Zlatý Píst, ale Chick, který prakticky ve všech svých závodech dojel za Kingem, mu narazí do zadního kola a vymrští ho v kotrmelcích mimo trať. Zle potlučený King zůstává stát. Blesk vidí jeho nehodu na obrazovce na protilehlé rovince a vzpomene si na podobnou nehodu doktora Horneta. Dupne na brzdy, zastaví těsně před cílem a nechá Chicka vyhrát závod a Zlatý Píst. Vrátí se pro Kinga a dotlačí ho do cíle jeho posledního závodu.
Chick před novináři a fanoušky obdrží Zlatý Píst, ale ti ho, rozezlení jeho manévrem, vypískají a hází po něm věci. Šéf stáje Dinoco také Kingovo uvolněné místo nenabídne Chickovi, ale poraženému Bleskovi. Ten však odmítne, protože cítí vděčnost k rezavým autům z Nerezky, která mu dala jeho první šanci. Využije však možnost a zařídí Burákovi splnění jeho snu – let helikoptérou nad Kardanovou Lhotou. Tam se Blesk také vrátí a v zapomenutém městečku se usadí. Bleskova popularita způsobí, že se do Kardanové Lhoty začnou znovu sjíždět davy aut včetně legendárních závodníků.

## Postavy
- originální dabing / český dabing
- předloha pro automobil
- popis

### Blesk McQueen
- Owen Wilson / Richard Krajčo
- jako jediný nemá konkrétní předlohu, jeho podoba vychází ze speciálů NASCAR skupiny C

Nováček, který bojuje o titul ve své první sezoně. Zpočátku je přesvědčen o své rychlosti a neporazitelnosti. Během svého pobytu ale zjistí, že není až tak dobrým závodníkem a zamiluje se do Sally. S pomocí Dr. Hudsona a ostatních se ale nakonec vydá na poslední závod dobře připraven. V tom sice nezvítězí, ale udělá dobrý skutek, když do cíle dotlačí závodnickou legendu Kinga, který těžce havaroval. Za to je mu nabídnuto místo v týmu Dinoco, které ale odmítá.

### Burák
- Larry the Cable Guy / Petr Novotný
- International Harvester L-170 truck

Burák slouží jako odtahovka v Kardanové Lhotě. Sám sebe prohlašuje za mistra světa v jízdě na zpátečku. Když Blesk přijede do Kardanové Lhoty, Burák se stane jeho nejlepším přítelem. Bleska pak musí každou chvíli tahat z maléru a z kaktusů. Navíc ho také učí, jak se bavit. Na konci filmu se mu splní sen, když se díky Bleskovi proletí helikoptérou Dinoca.

### Sally Carrera
- Bonnie Hunt / Kateřina Brožová
- Porsche (996) 911 Carrera

Sally utekla z Los Angeles kvůli nešťastné lásce. Usadila se v Kardanové Lhotě a otevřela zde pension Cozy Cone Motel. To ona zařídí, aby Blesk nemohl opustit město, dokud neopraví cestu. Postupem času se do něj zamiluje a přeje si, aby zůstal. Jejím tajným snem je otevřít motel na kopci s výhledem na celé údolí.

### Dr. Hud Hudson alias Hudson Hornet
- Paul Newman / Jan Teplý
- Hudson Hornet 1951

V Kardanové Lhotě působí jako soudce. Když poprvé uvidí Bleska, chce ho z města vyhnat. Nakonec se v něm ale poznává. Je to starý závodník, který má v garáži 3 tituly. Když ale pozná, že McQueen nepatří mezi namyšlené závodníky, začne se snažit, aby se z Bleska stal šampion.

### King
- Richard Petty / Jaromír Meduna
- Plymouth Superbird 1970

King je králem Zlatého pístu a ve své poslední sezoně má šanci získat další titul. Pak se chce odebrat do důchodu se svou ženou (Linda Petty / Veronika Freimanová). Ve svém posledním závodě ale havaruje vinou Chicka Hickse. Blesk ho ale dotlačí do cíle, aby mohl odejít se ctí.

### Chick Hicks
- Michael Keaton / Ladislav Županič
- Buick Regal 1987

Závodník, který dnem i nocí trénuje na okruhu. Přesto nikdy nezvítězil a nemá žádného hlavního sponzora. Ve chvíli, kdy šampion King ohlásí odchod do důchodu, ucítí životní příležitost dostat se do týmu Dinoco. V závodě nakonec zvítězí, ale protože se celou dobu choval nesportovně, dostane pouze Zlatý píst a všichni se k němu obrátí zády. Místo v týmu Dinoco mu rovněž nabídnuto není.

### Luigi
- Tony Shalhoub / Jiří Prager
- Fiat 500

Ital, který vlastní místní obchod s pneumatikami Casa de la Tyres s místní raritou Šikmou věží z pneumatik. Je to vlastenec každým coulem a pravověrný Tifosi. Veškeré stěny v jeho obchodech jsou polepeny plakáty Ferrari. Na konci filmu se mu splní sen, když k němu do obchodu zavítá Michael Schumacher Ferrari F430 Spider.

### Guido
- Guido Quaroni / Danilo De Girolamo
- vysokozdvižný vozík vypadající jako BMW Isetta

Stejně jako jeho šéf je vášnivým fanouškem italských vozů a umí se vyparádit jako opravdový Tifosi. Na konci filmu se stane Bleskovým novým mechanikem a provede tu nejrychlejší výměnu pneumatik na světě.

### Šerif
- Michael Wallis / Bolek Polívka
- Mercury Club Coupe

Strážce pořádku v Kardanové Lhotě. To on Bleska chytí a pak hlídá, aby opravil silnici.

### Ramone
- Cheech Marin / Vladimír Brabec
- Chevrolet Impala 59

Ramone je majitelem místní lakovny, a tak se den co den objevuje v novém zbarvení. Je také vyznavačem Lowriders, tedy jízdy s nastavitelným hydraulickým podvozkem. Když má náhodou večer volno, projíždí se se svou přítelkyní Flo.

### Flo
- Jennifer Lewis / Valerie Zawadská
- 57 Motorama Show Car

Flo v Kardanové Lhotě provozuje čerpací stanici V8. Právě u její čerpací stanice se celé městečko každý den schází. Jejím přítelem je majitel lakovny Ramone.

### Filmore
- George Carlin / Jiří Macháček
- VW Bus 1960

Bydlí v komposteru vedle Seržantova bunkru, je to zásadový hippie. Produkuje zde organické palivo a nabízí ho na ochutnání. O klasické ropě tvrdí, že je výplodem spiknutí ropných gigantů.

### Serža
- Paul Dooley / Petr Pelzer
- Jeep Willys CJ7

Válečný veterán Kardanové Lhoty. Provozuje neprosperující obchod s vojenskými předměty z druhé ruky. Své dlouhé dny tráví hašteřením s Filmorem.

### Mack
- John Ratzenberger / Bedřich Šetena
- Mack Superliner

Tahač McQueenova návěsu v barvách leštěnky Rust-eze. Je McQueenovým kamarádem a vždycky mu rád pomůže, i když má dělat mechanika. Když se mu Blesk ztratí, dává si to za vinu.

## Hodnocení
Aktuální k 3. prosinci 2020:
- ČSFD: 82 %[3]
- IMDb: 7,1 / 10[4]
- FDb: 80,2 %[5]